# Décès en novembre 1994
Décès
- 1990
- 1991
- 1992
- 1993
- 1994
- 1995
- 1996
- 1997
- 1998

Pour une information complémentaire, voir la page d'aide.

| Date        | Nom                        | Activités                                                 | Âge | Source |
| ----------- | -------------------------- | --------------------------------------------------------- | --- | ------ |
| 1 novembre  | Noah Beery Jr.             | acteur américain                                          | 81  |        |
| 4 novembre  | Sam Francis                | peintre américain                                         | 71  |        |
| 9 novembre  | Ralph Michael              | acteur britannique                                        | 87  | (en)   |
| 10 novembre | Carmen McRae               | chanteuse de jazz américaine                              | 72  |        |
| 13 novembre | Patrick Esposito Di Napoli | musicien français                                         | 30  |        |
| 14 novembre | Jake Dengel                | acteur américain                                          | 61  |        |
| 14 novembre | René Radius                | résistant et homme politique français                     | 87  |        |
| 16 novembre | Hubert D'Hollander         | joueur et entraîneur de football belge                    | 82  | (nl)   |
| 18 novembre | Cab Calloway               | jazzman américain                                         | 86  |        |
| 19 novembre | Étienne Ritter             | peintre français                                          | 60  |        |
| 24 novembre | Paul Brunelle              | chanteur country québécois                                | 71  |        |
| 26 novembre | Omer Vanaudenhove          | homme politique belge                                     | 80  |        |
| 26 novembre | Zygmunt Chlosta            | footballeur français                                      | 56  |        |
| 26 novembre | Numa Andoire               | Joueur puis entraîneur français de football               | 86  |        |
| 28 novembre | Venancio Pérez             | Footballeur international espagnol                        | 73  |        |
| 30 novembre | Lionel Stander             | acteur américain                                          | 86  |        |
| 30 novembre | Connie Kay                 | batteur de jazz américain                                 | 67  |        |
| 30 novembre | Guy Debord                 | écrivain, essayiste, cinéaste et révolutionnaire français | 62  |        |
| 30 novembre | Louis Gabrillargues        | Footballeur international français devenu entraîneur      | 80  |        |